# Antifem
Antifem (grec antic: Ἀντίφημος, Antíphēmos) fou el fundador de la ciutat de Gela (Sicília) el 690 aC. Se n'hi portà colons de Rodes (dirigits per Herodos de Lindos) i cretencs (aquestos dirigits per Entimos). Antifem era natural de Lindos, i el seu germà Làcios va fundar Faselis. Pausànies diu que va conquerir la ciutat d'Òmface als sicans i que hi va trobar una estàtua feta per Dèdal. Alguns el consideren un mite.